# Livio Trapè
Livio Trapè (ur. 26 maja 1937 w Montefiascone) – włoski kolarz szosowy, dwukrotny medalista olimpijski.

## Kariera
Największe sukcesy w karierze Livio Trapè osiągnął w 1960 roku, kiedy zdobył dwa medale podczas igrzysk olimpijskich w Rzymie. W indywidualnym wyścigu ze startu wspólnego wywalczył srebrny medal, ulegając jedynie Wiktorowi Kapitonowowi z ZSRR, a bezpośrednio wyprzedzając Belga Willy’ego Vanden Berghena. Ponadto wspólnie z Antonio Bailettim, Ottavio Cogliatim i Giacomo Fornonim zdobył złoty medal w drużynowej jeździe na czas. Poza igrzyskami Trapè zwyciężył w Giro di Campania w 1961 roku, a w 1959 roku wygrał jeden z etapów Wyścigu Pokoju, jednak w klasyfikacji generalnej nie znalazł się w czołówce. Ponadto w 1966 roku zajął 45. miejsce w Vuelta a España, a w latach 1961, 1962 i 1964 startował w Giro d’Italia, ale ani razu nie ukończył rywalizacji. Nigdy nie zdobył medalu na szosowych mistrzostwach świata.